# Klawesy

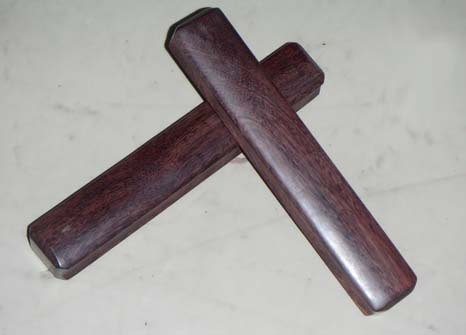
Palisandrowe klawesy

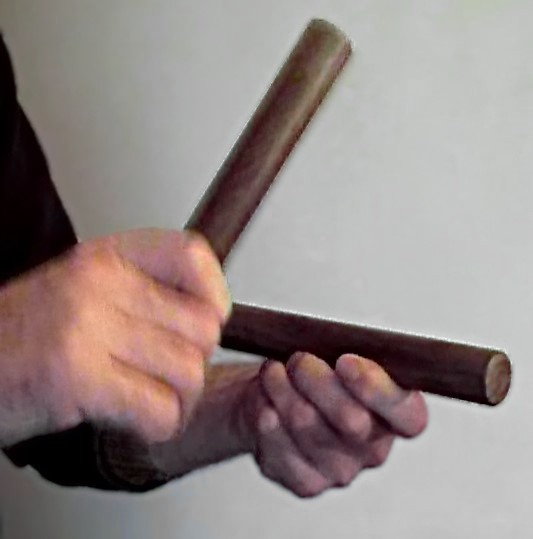
Gra na klawesach

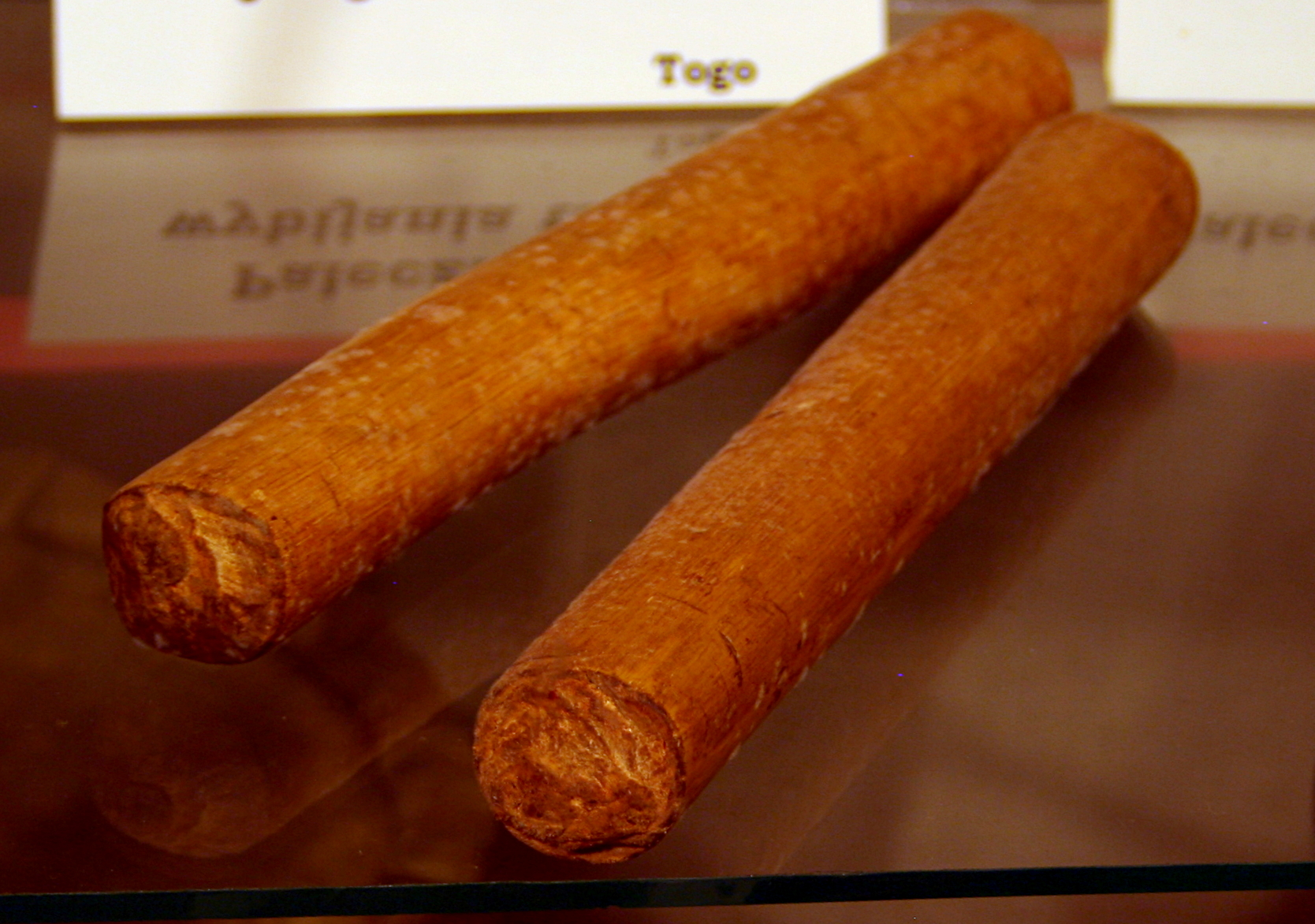
Dawny instrument do wybijania rytmu

Klawesy, clavesy (z hiszp. clave, klucz) – kubański instrument muzyczny zaliczany do grupy idiofonów zderzanych, składający się z pary drewnianych kołków równej długości (15–25 cm); wystukiwany na klawesach charakterystyczny rytm, określany jako clave, stanowi podstawę salsy.
Tradycyjnie klawesy wykonywane są z twardego drewna palisandrowego, klonowego lub hebanowego, choć współcześnie można również spotkać komplety z włókna szklanego czy też innych tworzyw sztucznych. Gra polega na uderzaniu trzymanym za sam koniec klawesem (tzw. "macho", z hiszp. mężczyzna), w drugi (tzw. "hembra", z hiszp. kobieta) trzymany w dłoni zwiniętej w pudło rezonansowe. Wyróżnia się dwa podstawowe rodzaje instrumentu: w pierwszym z nich oba klawesy są równej grubości (średnicy), dając dźwięki krótki, ostre, przenikliwe. Natomiast w drugim możliwym zestawie "hembra" jest niemal dwa razy grubsza od "macho", zaś wzdłuż jej środka wywiercony jest szeroki otwór - w efekcie dźwięk uzyskuje niższy ton i cieplejszą barwę. Oprócz salsy, klawesy usłyszeć można w wielu innych karaibskich gatunkach muzycznych, takich jak kubańskie son i mambo, jamajskie mento czy też wywodzące się z Trynidadu i Tobago calypso. Akompaniują one również tancerzom rumby kubańskiej.
Najbardziej znane utwory muzyki popularnej, w których pojawiają się klawesy, to m.in. "And I Love Her" Beatlesów oraz "Magic Bus" grupy The Who.